# شبه جيبي
شبه جيبي (بالإنجليزية: Sinusoid)‏ هي أوعية دموية ونوع من الشعيرات الدموية مشابهة للبطانة الغشائية المُنَوفَذة.